# هارون بارسونز
هارون بارسونز (بالإنجليزية: Aaron Parsons)‏ هو عالم فلك وفيزيائي أمريكي، ولد في 28 أغسطس 1980.